# Sune Lindqvist
Sune Lindqvist (20. marts 1887 i Eskilstuna - 23. marts 1976) var en svensk arkæolog. 
Sune Lindqvist var søn af læreren Carl Axel Lindqvist og Hermannia Brambeck. Han disputerede ved Uppsala universitet 1916 på en afhandling om den hellige Eskils bispedømme. Fra 1910 var han amanuensis ved Kungliga Vitterhetsakademien, en position han opretholdt til 1927. Efter sin dokterdisputats blev han udnævnt til docent i nordisk og sammenlignende oldkundskab ved Stockholms högskola. Han blev siden professor i arkæologi ved Uppsala universitet i årene 1927-1952 og Värmlands nations inspektor til 1949.
Lindqvist er især kendt for udgravningen af Ottarshögen og hans gennemgang af fundene fra og stratigrafien i Uppsala högar, publicerede 1936, samt en monografi om Gotlands billedsten fra 1942. Sammen med seminariet i nordisk fornkunskap ved Uppsala universitet udviklede han nye udgravningsmetoder i arbejdet med bådgravene ved Valsgärde. 
Lindqvist er af efterverdenen blev påstået at have haft nazistiske sympatier. Arkæologen Magnus Alkarp, som har forsket omkring den nazityske påvirkning af den svenske arkæologi, mener, at dette er fejlagtigt. Lindqvist var en varm tyskven, men antinazist. I foråret 1940 blev han den ledende person i et uformelt netværk, som modarbejdede den nazistiske flygtningespionage i Uppsala. Han gemte adskillige jødiske og politiske flygtninge på flere steder rundt om i Sverige, især i Värmland og Dalarna, men også i sit hjem, hvilket man bemærkede sig i Berlin.
Sune Lindqvist var medlem af Humanistiska vetenskapssamfundet i Uppsala, Kungliga Vitterhets Historie och Antikvitets Akademien, Kungliga Gustav Adolfs Akademien, Vetenskapssocieteten i Uppsala, og det danske Videnskabernes Selskab i København.
Han giftede sig i 1919 med Ingeborg Wilcke, datter af kommendørkaptejn Eric Wilcke og Hanna Andersson.

## Forfatterskab

### På internettet
- Sune Lindqvist: "Ett "Frös-Vi" i Närke" (Fornvännen 5, 1910, s. 119-138) Arkiveret 29. oktober 2013 hos  Wayback Machine
- Sune Lindqvist: "Två västgötska grafbyggnader från stenåldern" (Fornvännen 6, 1911, s. 126-140) Arkiveret 29. oktober 2013 hos  Wayback Machine
- Sune Lindqvist: "Ramsundsbron vid Sigurdsristningen och en storbondesläkt från missionstiden" (Fornvännen 9, 1914, s. 203-230) Arkiveret 29. oktober 2013 hos  Wayback Machine
- Sune Lindqvist: "En uppländsk gårdsanläggning från stenåldern" (Fornvännen 11, 1916, s. 164-180) Arkiveret 29. oktober 2013 hos  Wayback Machine
- Sune Lindqvist: "Ottarshögen i Vendel" (Fornvännen 12, 1917, s. 127-143) Arkiveret 21. oktober 2013 hos  Wayback Machine
- Sune Lindqvist: "Åker och Tuna : en ortnamnsstudie" (Fornvännen 13, 1918, s. 1-30) Arkiveret 29. oktober 2013 hos  Wayback Machine
- Sune Lindqvist: "Den keltiska hansan : eller huvudorsaken till kulturnedgången i Norden vid järnålderns början" (Fornvännen 15, 1920, s. 113-135) Arkiveret 29. oktober 2013 hos  Wayback Machine
- Sune Lindqvist: "Snorres uppgifter om hednatidens gravskick och gravar" (Fornvännen 15, 1920, s. 56-105) Arkiveret 29. oktober 2013 hos  Wayback Machine
- Sune Lindqvist: "Ynglingaättens gravskick" (Fornvännen 16, 1921, s. 83-194 Arkiveret 29. oktober 2013 hos  Wayback Machine
- Sune Lindqvist: "Till vår folkvandringstids historia" (Fornvännen 17, 1922, s. 166-188) Arkiveret 29. oktober 2013 hos  Wayback Machine
- Sune Lindqvist: "Hednatemplet i Uppsala" (Fornvännen 18, 1923, s. S.85-118) Arkiveret 29. oktober 2013 hos  Wayback Machine
- Sune Lindqvist: "De koniska hjälmarna hos de utomnordiska germanfolken under folkvandringstiden" (Fornvännen 20, 1925, s. 227-240) Arkiveret 29. oktober 2013 hos  Wayback Machine
- Sune Lindqvist: "Vendelhjälmarnas ursprung" (Fornvännen 20, 1925, s. 181-207) Arkiveret 21. oktober 2013 hos  Wayback Machine
- Sune Lindqvist: "Slesvig och Birka" (Fornvännen 21, 1926, s. 245-265) Arkiveret 29. oktober 2013 hos  Wayback Machine
- Sune Lindqvist: "Hedeby och Birka" (Fornvännen 21, 1926, s. 1-26) Arkiveret 29. oktober 2013 hos  Wayback Machine
- Sune Lindqvist: "Birkamynten" (Fornvännen 21, 1926, s. 307-334) Arkiveret 29. oktober 2013 hos  Wayback Machine
- Sune Lindqvist: "Geretebrakteaten och dess likar" (Fornvännen 22, 1927, s. 217-233) Arkiveret 29. oktober 2013 hos  Wayback Machine
- Sune Lindqvist: "En bronsåldersdepå från Storvreta nära Uppsala" (Fornvännen 22, 1927, s. 96-106) Arkiveret 29. oktober 2013 hos  Wayback Machine
- Sune Lindqvist: "Båtgravarna vid Valsgärde" (Fornvännen 26, 1931, s. 372-377) Arkiveret 29. oktober 2013 hos  Wayback Machine
- Sune Lindqvist: "Uppsala högars datering" (Fornvännen, 1949, s. 33-48) Arkiveret 29. oktober 2013 hos  Wayback Machine
- Sune Lindqvist: "Sköld och svärd ur Vendel I" (Fornvännen, 1950, s. 265-280) Arkiveret 21. oktober 2013 hos  Wayback Machine